# USS Philadelphia (SSN-690)
USS Philadelphia (SSN-690) — американская подводная лодка проекта «Лос-Анджелес», третья по счёту в этом классе (в хронологическом порядке). Названа в честь Филадельфии.
Контракт на строительство был подписан General Dynamics в городе Гротон, штат Коннектикут, 8 января 1971 года и её киль был заложен 12 августа 1972 года. Первый спуск прошёл 19 октября 1974 года в присутствии спонсора, госпожи Хью Скотт, а в эксплуатацию поступил уже с 25 июня 1977 года. Капитаном был назначен Роберт Б. Осборн. В 1988 году подлодка стала первой подводной лодкой в Филадельфии, получившей ракеты TLAM-D. В 1994 году в Филадельфии завершен первый капитальный ремонт подводной лодки. Эта работа была завершена в Портсмутской военно-морской верфи в Киттери, штат Мэн.
5 сентября 2005 года Филадельфия, будучи в Персидском заливе, примерно в 30 морских милях (60 км) к северо-востоку от берегов Бахрейна, столкнулась с турецким торговым судном MV Yasa Aysen. Пострадавших в результате столкновения не было. Повреждения подводной лодки были описаны как «поверхностные». Капитан Филадельфии, Стивен М. Оксхольм, был освобожден после инцидента. Турецкий корабль получил незначительные повреждения корпуса чуть выше ватерлинии, которые были найдены береговой охраной Соединенных Штатов.
20 июля 2009 года ВМС США объявило, что подводная лодка будет инактивирована 10 июня 2010 года и будет позднее списана.

## Развертывание
Филадельфия совершила множество походов и развертываний за свою карьеру. Она была в Средиземное море в 1979, 1982, 1986, 1991, 1999, 2001, 2003, 2005, 2007, и 2009 годах, в последние три из которых также участвовала в операции с поддержкой CENTCOM. Она выполнила одну из западных тихоокеанских развертываний в 1980 году. Она также провела немало времени в Атлантическом океане, в том числе развертывания в северной части океана в 1983, 1992, 1996, 1997, и 1999, и развертывание в восточной Атлантике в 1989 году.

### Столкновение 5 сентября 2005
- Navy NewsStand: No Injuries as U.S. Submarine and Merchant Vessel Collide
- Navy Times: Discipline, praise meted out to Philadelphia crew  (недоступная ссылка с 04-09-2013 [4325 дней])
- The Stupid Shall Be Punished: USS Philadelphia Homeward Bound (photos)
- The Stupid Shall Be Punished: USS Philadelphia Returns Home